# Batalla del río Bueno (1654)
La batalla del río Bueno fue un enfrentamiento militar sucedido en 1654 en el contexto de la Guerra de Arauco, entre el ejército español en la zona y las tribus de los cuncos y huilliches del Futa Willi Mapu en el actual sur de Chile. 
La batalla tuvo lugar en el contexto de la enemistad entre cuncos y españoles que databa de la destrucción de San Mateo de Osorno en 1603, aunque su causa más inmediata estuvo en la matanza de los sobrevivientes del naufragio del barco San José por los indígenas en 1651 y el deseo de los españoles por capturar esclavos. Mientras cuncos y jesuitas intentaron aplacar el ambiente de guerra, el maestre de campo Juan de Salazar convenció al gobernador, Antonio de Acuña y Cabrera, de autorizar y apoyar su expedición. El combate se libró en la ribera sur del río Bueno, donde los indígenas repelieron un intento español de cruce, provocando la muerte por combate o ahogamiento de cientos de españoles y yanaconas.
El desastre español contribuyó al inicio de la rebelión mapuche de 1655 y provocó una crisis política entre los españoles en Chile que hizo temer una guerra civil. La gravedad de la crisis llevó al historiador chileno Miguel Luis Amunátegui a clasificarla como un antecedente de la independencia de Chile. Los cuncos y huilliches se mantuvieron independientes hasta finales del siglo XVIII.

## Antecedentes
El gobernador de Chile, Antonio de Acuña y Cabrera, celebró el parlamento de Boroa el 24 de enero de 1651, donde se acordó la paz entre los españoles-criollos y las tribus mapuches más septentrionales. Sin embargo, el 21 de marzo de ese año, el barco español San José, que navegaba a la recién refundada Valdivia, fue empujada por las tormentas a las costas habitadas por los cuncos, una tribu mapuche meridional. Allí el barco encalló y, aunque la mayoría de la tripulación logró sobrevivir al naufragio, los cuncos los mataron y se apoderaron del valioso cargamento. Posteriormente, los españoles hicieron esfuerzos infructuosos para recuperar todo lo que quedó en el naufragio.
El gobernador fue disuadido temporalmente de enviar una expedición punitiva desde Boroa por los jesuitas Diego de Rosales y Juan de Moscoso, quienes argumentaron que los asesinatos fueron cometidos por unos pocos indios y que la reanudación de la guerra evaporaría las ganancias conseguidas en el parlamento. Finalmente, se enviaron dos expediciones contra los cuncos: una desde Valdivia y otra desde Carelmapu. El gobernador de Valdivia, Diego González Montero, avanzó hacia el sur con sus fuerzas, pero pronto descubrió que las tribus que esperaba que se unieran a él como aliados eran indiferentes e incluso lo engañaron con falsos rumores. Sus tropas se quedaron sin suministros y tuvieron que regresar a Valdivia. Pero mientras González Montero estaba ausente, los huilliches de la zona mataron a 12 españoles y enviaron sus cabezas a otras tribus de la zona, como si quisieran animarlas a sublevarse.
Ambas expediciones debían encontrarse en el río Bueno, pero el fracaso de González Montero lo impidió. La expedición del Carelmapu fue encabezada por el capitán Juan Ignacio de la Carrera Yturgoyen, quien avanzó al norte hasta las cercanías de las ruinas de Osorno, donde se le acercaron indígenas para entregarles tres loncos (caciques) a quienes acusaban de ser los responsables de los asesinatos de los naufragados. Posteriormente, españoles y huilliches tuvieron conversaciones de paz, se ejecutaron a los tres loncos, colgándolos de ganchos como advertencia y los expedicionarios volvieron al sur. Esto debió significar el fin de toda actividad punitiva, sin embargo, los soldados españoles en Concepción, la «capital militar» de Chile, quedaron insatisfechos con los resultados. El historiador chileno Diego Barros Arana cree que algunos impulsaron la guerra por beneficio personal.
Acuña Cabrera y su cuñado, maestre de campo Juan de Salazar, comenzaron a planear la expedición contra los cuncos en la primavera de 1653 pensando que sería una lucrativa campaña de captura de esclavos. A pesar de la prohibición general de la esclavitud de los indígenas por parte de la Corona española, el levantamiento de 1598 hizo que Felipe III de España declarara legal la esclavitud de los mapuches capturados en combate en 1608. La racionalización era que los mapuches "rebeldes" serían apóstatas del cristianismo y por tanto podían ser esclavizados según las enseñanzas de la Iglesia católica de la época. En realidad, estos cambios legales solo formalizaron la esclavitud mapuche que ya estaba ocurriendo. Los mapuches capturados eran tratados como propiedad a modo que eran comprados y vendidos entre los españoles. La «guerra lucrativa» implicaba que soldados y encomenderos lanzaban expediciones en que hostilizaban a los indígenas, que reaccionarían violentamente, entonces los podrían capturarlos como rebeldes.
Esta legalización sólo hizo más frecuentes las expediciones españolas en búsqueda de esclavos mapuches que eran exportados hasta La Serena y Lima, aunque la mayoría permanecía en la zona entre el río Biobío y el Maule, conservando el contacto con sus tribus de origen.

## Enfrentamiento
La expedición partió del fuerte de Nacimiento, en La Frontera, conformándose de 900 soldados españoles-criollos y 1500 yanaconas (indios auxiliares). Para reforzar a su ejército expedicionario, el gobernador primero intentó revivir la práctica de servicio militar entre los encomenderos locales, sin embargo, éstos se negaron al servicio. Acuña Cabrera ignoró la insubordinación y se había limitado a comprar 400 caballos en Santiago de Chile.
El 11 de enero de 1654, los españoles llegaron a la orilla norte del río Bueno, que fluye de este a oeste. Para cruzarlo, Salazar mandó construir un puente de pontones, pero los cuncos y huilliches habían sido advertidos con anticipación de la venida de la expedición y se habían concentrado en gran número en la orilla sur. Habían traído a sus familias, pero la mayoría de los indios permanecieron ocultos en el bosque y sólo eran visibles para los expedicionarios los que iban a caballo. En total, debían contar con más de 3000 guerreros, la mayoría armados con lanzas.
Algunos oficiales expresaron sus dudas sobre los planes de Salazar, incluyendo la estabilidad del puente, pero cuando la obra estuvo lista, el maestre de campo envió una vanguardia a cruzar. Alrededor de 200 soldados españoles cruzaron cuando rápidamente fueron atacados, rodeados y derrotados, lo que llevó a Salazar a enviar aún más hombres a través del puente, que no fue lo suficientemente estable y colapsó, causando un desastre para las armas españolas. Se perdieron 100 soldados españoles y 200 yanaconas, aunque la lucha real fue poca. A pesar del desastre, los sobrevivientes lograron retirarse al norte sin ser molestados.

## Consecuencias
La derrota demostró las pocas habilidades de mando que tenía Juan de Salazar, quien hizo cruzar a sus hombres por un puente, lo que obligaba a que todo fuera lento. En cambio, los indios actuaron con sorpresa y rapidez para vencer.
Al enterarse del desastre, el gobernador mandó realizar una investigación sobre la conducta militar durante la expedición. Sin embargo, la hermana del maestre de campo, Juana de Salazar, era su esposa y dispuso de testigos para justificar la conducta de su hermano. Así, la investigación recomendó que se le diera a Juan de Salazar el mando de una expedición aún más grande para recuperar su honor. La planificación de esa gran expedición llevó al levantamiento mapuche de 1655.